# To Live and Die in CA
Albums de Daz Dillinger
This Is the Life I Lead
(2002) Who Ride wit Us: Tha Compalation, Vol. 2
(2002)
To Live and Die in CA est une compilation de Daz Dillinger, sortie le 1er octobre 2002.

## Liste des titres
| No  | Titre                                                          | Interprète(s)     | Durée |
| --- | -------------------------------------------------------------- | ----------------- | ----- |
| 1.  | To Live and Die in CA (featuring Skee 64)                      | Daz Dillinger     | 2:50  |
| 2.  | Uh                                                             | 847               | 3:28  |
| 3.  | Get Paid (featuring Lowlifes et Sylk E Fyne)                   | Bad Azz           | 3:42  |
| 4.  | Win Lose or Draw                                               | Gangsta Dre       | 3:09  |
| 5.  | Make Money (featuring King Tee et Soopafly)                    | Xzibit            | 3:33  |
| 6.  | I Ain't Playin' (featuring Hollow Tip, J Mack et Mal B)        | Yukmouth          | 4:07  |
| 7.  | Make It Happen (featuring Baby Bubb et Ghetto Stars)           | Outlawz           | 4:43  |
| 8.  | Strapped Down Wit' a Gun                                       | T-Nutty           | 6:01  |
| 9.  | Whatever It Takes (featuring Keak da Sneak)                    | Turf Hoggs        | 3:59  |
| 10. | Real Niggaz (featuring Young Ridah)                            | Daz Dillinger     | 4:07  |
| 11. | Freakplay (featuring B-Legit)                                  | Mr. Luv           | 4:01  |
| 12. | Gotta Watch (featuring 3Chag-G et CeeWee)                      | Ecay Uno          | 4:12  |
| 13. | Streetlife (featuring Messy Marv)                              | Hachet            | 3:30  |
| 14. | Slugz 4 a Sucka Ene Dick for a Bitch (featuring Lou E Lou)     | Woodie            | 4:42  |
| 15. | Gangsta Pimpin' (featuring Don Cisco)                          | Kurupt            | 2:36  |
| 16. | Thug Azz Niggaz (featuring KAT)                                | MC Eiht           | 4:10  |
| 17. | It's All on a Hoe                                              | D-Mack            | 3:47  |
| 18. | California Livin'                                              | Kaoz the Assassin | 3:04  |
| 19. | Bitchaz Ain't Shit (featuring I-Rocc, Luni Coleone et T-Nutty) | Skee 64           | 4:08  |